# 르장드르 다항식
르장드르 다항식(Legendre polynomial) {\displaystyle P_{n}(x)}는 르장드르 미분 방정식(Legendre differential equation)이라고 불리는 다음 미분 방정식의 해가 되는 함수들이다.
{\displaystyle (1-x^{2}){d^{2} \over dx^{2}}P(x)-2x{d \over dx}P(x)+n(n+1)P(x)=0}
스튀름-리우빌 형식으로 쓰면,
{\displaystyle {d \over dx}\left[(1-x^{2}){d \over dx}P(x)\right]+n(n+1)P(x)=0}
이다. 이 함수와 미분 방정식의 이름은 프랑스의 수학자 아드리앵마리 르장드르의 이름을 따 명명되었다. 이 상미분 방정식은 물리와 공학의 여러 분야에서 자주 등장한다. 특히, 구면좌표계에서 라플라스 방정식을 풀 때 등장한다.

## 르장드르 다항식
구체적인 몇몇 르장드르 다항식의 형태는 다음과 같다.
| {\displaystyle n} | {\displaystyle P_{n}(x)}                                                                     |
| ----------------- | -------------------------------------------------------------------------------------------- |
| 0                 | {\displaystyle 1}                                                                            |
| 1                 | {\displaystyle x}                                                                            |
| 2                 | {\displaystyle {\frac {1}{2}}(3x^{2}-1)}                                                     |
| 3                 | {\displaystyle {\frac {1}{2}}(5x^{3}-3x)}                                                    |
| 4                 | {\displaystyle {\frac {1}{8}}(35x^{4}-30x^{2}+3)}                                            |
| 5                 | {\displaystyle {\frac {1}{8}}(63x^{5}-70x^{3}+15x)}                                          |
| 6                 | {\displaystyle {\frac {1}{16}}(231x^{6}-315x^{4}+105x^{2}-5)}                                |
| 7                 | {\displaystyle {\frac {1}{16}}(429x^{7}-693x^{5}+315x^{3}-35x)}                              |
| 8                 | {\displaystyle {\frac {1}{128}}(6435x^{8}-12012x^{6}+6930x^{4}-1260x^{2}+35)}                |
| 9                 | {\displaystyle {\frac {1}{128}}(12155x^{9}-25740x^{7}+18018x^{5}-4620x^{3}+315x)}            |
| 10                | {\displaystyle {\frac {1}{256}}(46189x^{10}-109395x^{8}+90090x^{6}-30030x^{4}+3465x^{2}-63)} |

{\displaystyle n=1,2,3,4,5}인 경우의 구간 [-1,1]사이에서의 르장드르 다항식의 그래프는 다음과 같다.

## 성질

### 간단한 성질
르장드르 다항식에는 다음과 같은 몇몇 간단한 성질이 있다.
- {\displaystyle P_{n}(-x)=(-1)^{n}P_{n}(x)}
- {\displaystyle P_{n}(1)=1}
- {\displaystyle P_{n}(-1)=(-1)^{n}}
- {\displaystyle P'_{n}(1)={\frac {n(n+1)}{2}}}
- {\displaystyle n}이 홀수이면 {\displaystyle P_{n}(0)=0}
- {\displaystyle n}이 짝수이면 {\displaystyle P'_{n}(0)=0}

### 수직 관계
르장드르 다항식 끼리 구간 [-1,1]에서 {\displaystyle L^{2}} 내적을 취하면 다음과 같은 결과를 얻는다.
{\displaystyle \left(P_{n},P_{m}\right)=\int _{-1}^{1}P_{m}(x)P_{n}(x)\,dx={\frac {2}{2n+1}}\delta _{mn}}.
여기서 {\displaystyle \delta _{mn}}은 크로네커 델타를 의미한다. 따라서, 르장드르 다항식은 구간 [-1,1]에서 서로 수직함을 알 수 있다. 이는 르장드르 방정식이 스튀름-리우빌 문제에 속하기 때문이다. 즉, 르장드르 미분 방정식을 다음과 같이 스튀름-리우빌 형식으로 놓을 수 있다.
{\displaystyle {d \over dx}\left[(1-x^{2}){d \over dx}P(x)\right]+\lambda P(x)=0}
여기서 고윳값 {\displaystyle \lambda =n(n+1)}이다. 스튀름-리우빌 문제의 해의 집합은 일반적으로 함수 공간의 정규 직교 기저를 이루므로, 르장드르 다항식도 마찬가지로 직교 기저를 이룬다. (다만, 통상적으로 그 노름이 1이 아니게 정의한다.)

## 르장드르 다항식의 계산 및 표현
르장드르 다항식은 점화식이나 선적분, 생성 함수 등 여러 방법으로 표현할 수 있다.

### 로드리게스 공식
로드리게스 공식(Rodrigues’ formula)은 르장드르 다항식의 일반식이며, 다음과 같다.
{\displaystyle P_{n}(x)={1 \over 2^{n}n!}{d^{n} \over dx^{n}}\left[(x^{2}-1)^{n}\right].}

### 점화식
르장드르 다항식은 다음과 같은 점화식을 만족한다.
{\displaystyle (k+1)P_{k+1}(x)-(2k+1)xP_{k}(x)-kP_{k-1}(x)=0\;}

### 생성 함수
르장드르 다항식은 다음과 같은 생성 함수를 가진다.
{\displaystyle {\frac {1}{\sqrt {1-2xt+t^{2}}}}=\sum _{n=0}^{\infty }P_{n}(x)t^{n}}.

### 선적분을 통한 표현
르장드르 다항식은 유수적분을 통해 다음과 같은 적분 형태로 표현될 수 있다.
{\displaystyle P_{n}(z)={1 \over 2\pi i}\oint (1-2tz+t^{2})^{-1 \over 2}t^{-(n+1)}dt}
여기서 적분 경로는 원점을 중심으로 하는 임의의 반시계방향의 폐곡선이다.

## 같이 보기
- 가우스 구적법